# Enzo Oddo
Pour les articles homonymes, voir Oddo.
Enzo Oddo est un grimpeur français résidant à Nice. Il est né le 22 février 1995 à Nice. Il est connu pour avoir grimpé des voies dans le neuvième degré à l'âge de 14 ans.
Enzo a commencé l'escalade dès son plus jeune age et fait aujourd'hui partie des meilleurs grimpeurs à l'échelle mondiale.

## Ascensions notables
| Nom                    | Site                             | Date             | Commentaires       |
| ---------------------- | -------------------------------- | ---------------- | ------------------ |
| La Rambla Original     | Siurana, Espagne                 | 23 décembre 2011 | Septième ascension |
| La moustache qui fâche | Entraygues, France               | 14 juin 2011     | Ouverture          |
| Aubade (directe)       | Montagne Sainte-Victoire, France | 12 mai 2011      | Deuxième ascension |
| Biographie             | Montagne de Céüse, France        | 17 aout 2010     | Septième ascension |

| Nom            | Site                     | Date              | Commentaires        |
| -------------- | ------------------------ | ----------------- | ------------------- |
| PPP            | Gorges du Verdon, France | 10 aout 2012      | Quatrième ascension |
| Kiss Ass       | Gorges du Loup, France   | 4 aout 2012       | Ouverture           |
| WRC            | Castillon, France        | 3 mars 2012       | Deuxième ascension  |
| EsclataMasters | Perles, Espagne          | 3 décembre 2011   | Septième ascension  |
| Salida del Sol | Cantobre, France         | 27 novembre 2011  | Ouverture           |
| Condé de choc  | Entraygues, France       | 12 septembre 2010 | Troisième ascension |
| Victimas Perez | Margalef, Espagne        | 27 mai 2010       | Deuxième ascension  |
| Abyss          | Gorges du Loup, France   | 6 octobre 2009    | Sixième ascension   |
| Chocholoco     | Carros, France           | 16 septembre 2009 | Deuxième ascension  |
| Punt'X         | Gorges du Loup, France   | 4 septembre 2009  | Quatrième ascension |